# Омеров, Сервер Абдуллаевич
Сервер Абдуллаевич Омеров (29 сентября 1927, Симферополь — 22 сентября 2004, Симферополь) — советский государственный деятель. Министр строительства Узбекской ССР. Депутат Верховного Совета Узбекской ССР. Член КПСС. Участник Курултая крымскотатарского народа (1991). Член Меджлиса крымскотатарского народа. Кандидат технических наук.

## Биография
Родился 29 сентября 1927 года в Симферополе. Отец — председатель комитета по планировке и застройке курортов Крыма, мать Зейнеп-ханум — медик. В годы Великой Отечественной войны семья находилась в эвакуации в Башкирской АССР. На полуостров семья Омеровых вернулась в апреле 1944 года, после освобождения полуострова от нацистов, а в мае 1944 года они были депортированы. Первоначально семья жила в Свердловской области, где отец работал прорабом, а Сервер — бригадиром жестянщиков.
Позже, семья переезжает в Наманган, где находились в депортации их родственники. Учился в Ташкентском институте железнодорожного транспорта. Был исключён из вуза за месяц до окончания за нарушения комендантского режима — был на соревнованиях в Крыму в составе боксёрской сборной Узбекистана . После этого Сервер Омеров работал прорабом на строительстве канала в Намангане и учился заочно в ирригационном институте. Спустя год после переезда в Наманган он поступил на пятый курс Ташкентского политехнического института, который окончил с отличием.
С 1959 года — член КПСС.
Окончив институт, работал главным инженером строительного управления «Средазшахтстроя». Затем, его перевели на должность главного инженера строительного управления Туркестанского военного округа в Самарканде. В Самарканде работал до 1960-х годов на различных должностях. Руководил домостроительным комбинатом в Ташкенте.
В 1964 году стал министром Государственного кооперативного комитета по строительству колхозов и совхозов. Позже, комитет присоединили к Министерству сельского строительства Узбекской ССР, а Омеров стал заместителем министра, а вскоре — министром строительства Узбекской ССР. Являлся одним из самых высокопоставленных крымских татар во власти республики.
Депутат Верховного Совета Узбекской ССР (9-го и 10-го созывов).
В 1975 году подписал письмо к руководству СССР с требованием решить национальный вопрос крымских татар.
Участник Курултая крымскотатарского народа (1991). Являлся председателем оргкомитета по его проведению. На Курултае был избран членом Меджлиса. С 1991 по 1996 год — руководил отделом экономики и инвестиций в Меджлисе. В составе делегации Меджлиса принимал участие в визите в Турцию в феврале 1992 года, где лидеры Меджлиса провели встречу с премьер-министром Турции Сулейманом Демирелем и рядом других политиков и общественных деятелей. С 1995 по 2001 год — консультант Программы развития и интеграции Крыма ООН.
В ночь на 23 сентября 2004 года его вместе с супругой Алиме убили ножом в собственной квартире в Симферополе. Убийцами оказались работники, делавшие в их квартире ремонт.

## Награды
- 2 ордена Трудового Красного Знамени (1976, 27.08.1971)[8]
- Орден Дружбы народов (1981)
- Орден «Знак Почёта» (01.03.1965)[9]